# 우존산

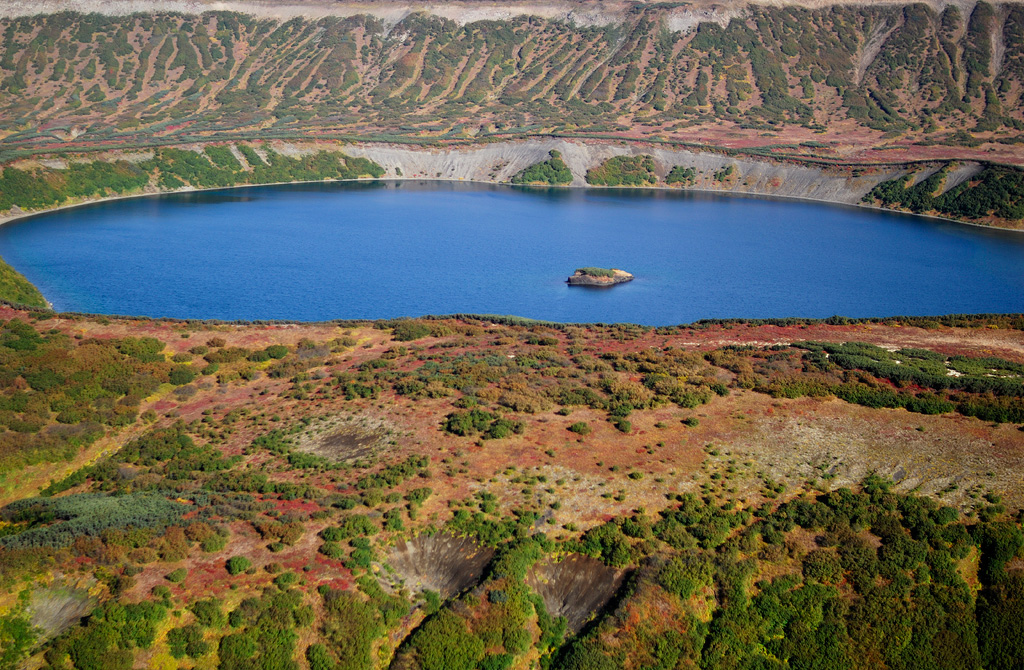

우존산(Uzon)은 러시아에 있는 성층 화산으로, 칼데라가 있다. 너비는 9~12km이다. 칼데라 내에는 수많은 온천을 가지고 있으며, 여전히 땅에서 증기를 내뿜는 활화산이다. 화산의 옆에는 간헐천 계곡이 있다.